# Ralph Brazelton Peck
Ralph Brazelton Peck (Winnipeg, 23 de junho de 1912 — 18 de fevereiro de 2008) foi um engenheiro canadense naturalizado estadunidense.
Um dos grandes nomes da área da engenharia geotécnica, Peck é conhecido principalmente por sua parceria com Karl von Terzaghi, conhecido como o "pai da mecânica dos solos e da engenharia geotécnica", a qual contribuiu para o desenvolvimento do livro Soil Mechanics in Engineering Practice, largamente o livro mais conhecido de sua área, sendo traduzido para mais de dezessete línguas.